# Claustrul mănăstirii franciscanilor din Timișoara
Claustrul mănăstirii franciscanilor din Timișoara este un monument istoric aflat pe teritoriul municipiului Timișoara.